# 放置違反金
放置違反金（ほうちいはんきん）とは、行政制裁金の一つで、放置駐車違反に対するものである。2004年6月の道路交通法改正（2006年6月施行）によって、車両の使用者義務の強化を目的に新たに設けられた。
従来の駐車違反の取締りは、駐車違反を行った運転者に対して適用するものであるが、放置違反金は、放置駐車違反を行った車両の運転者が特定できない場合に、車両の使用者（車検証等の車両登録上の使用者）に対してその支払を命ずる行政制裁金である。
つまり、放置違反金の納付義務者は、放置駐車違反車両が社用車であれば法人、レンタカーであればレンタカー会社である。また、自家用車等を家族・友人などに貸した場合で、その運転者が放置駐車違反を行った場合にも、通常は貸した本人である車両登録上の使用者が放置違反金の納付義務者となる。
また、駐車違反の取り締まりでは運転者に対して反則金が、車両登録上の使用者に対して放置違反金が課されるが、後述するように両者の金額は同額であり、どちらか一方を納付すれば取り締まりの対象となった駐車違反に対する責任追及の手続きが終了することとなっている。
なお、自動二輪車・原動機付自転車・特定小型原動機付自転車も対象に含まれるが、重被牽引車を除く一般的な軽車両・自転車は対象外である（自治体の条例に基づく放置自転車撤去等は本制度とは別である）。

## 概要
駐車違反の防止に対する車両の使用者の義務の強化と言うことで、従来は、車両の使用者は運転者に駐車に関する法令の規定を遵守させるとともに、適正な駐車場所の確保及び適正使用のために「必要な措置を講ずるよう努めなければならない」という努力義務が課されていたが、今回の改正でより義務が強化され「車両の適正な使用のために必要な措置を講じなければならない」こととなった。
具体的な対策としては、あらかじめ運行の目的地及び経路を確認し駐車場所を確保することや、駐車違反をするおそれのある運転者には車両の使用を認めない等の措置を講ずることがある。
放置駐車違反の取締り及び確認作業は、警察官・交通巡視員のほか2006年（平成18年）6月からは民間法人（放置車両確認機関）の駐車監視員が加わって行われる。
罰金や交通反則金は国の歳入になるが、放置違反金は都道府県の歳入となる。

## 放置違反金の額
放置違反金の額は、その放置違反金の納付を命ぜられる原因となった違法駐車行為をした者が納付すべき反則金の額と同額となる（放置駐車違反と同額）。
放置駐車違反の責任は、原因行為者である運転者が負うべきであるが、使用者責任の追及は、運転手が乗車していないなど、運転手不明のため責任を追及できない場合や、運転手が反則金を納付しない場合に使用者責任として行われる。

## 放置違反金の督促・滞納処分
納付命令を受けた者が、納付の期限を経過しても放置違反金を納付しないときは、督促状によって督促されることになる。また、督促を受けた者が、その指定期限までに放置違反金及び延滞金を納付しないときは、地方税の滞納処分の例により、強制的に徴収される場合がある。（滞納期限によっては延滞金が加算される場合がある。）

### 車検拒否制度
自動車検査登録制度（車検）対象の車両の場合、車検を受けようとする者は、放置違反金を滞納し、督促を受けたことがあるときは、車検時に放置違反金の納付等を証する書面を提示しなければ、車検を受けることができない（車検証の返付を受けることができない）。

### 車両の使用制限命令制度
公安委員会が確認標章を取付けられた車両の使用者に納付命令をした場合に、その使用者がその確認標章を取り付けられた日の前6ヶ月以内に、その車両が同様に納付命令を一定回数受けている時は、公安委員会はその使用者に対し、3ヶ月以内で期間を決めて、その車両を運転し、又は運転させてはならない旨を命ずることができる。

### 違反金の返金
仮納付（本納付）命令を受けた後、弁明または審査請求が認められた場合、違反金は返金通知が行われる。その他、運転者が反則金を納付した場合や公訴を提起された場合も返還の対象となる。
指定した銀行口座に全額返金される。

### 放置違反金の制裁措置の限界
1. 自動車検査登録制度（車検）の事務手続きの拒否
2. 預貯金の差押え

車検拒否の場合、車検前に事故や任意で廃車してしまったり、車を（家族などに）譲渡して名義人を変更した場合、車検証が、新しい所有者となり、次の車検は新しい名義人が受けられる可能性が高いと考えられる（車の譲渡）。
250cc以下のオートバイには、自動車検査登録制度制度が存在しないため、車検拒否処分もない。預貯金の差押えについては、差押えのために財産調査が必要となり、違反金徴収のための費用がかかったり、無資力者（差押禁止財産等）であったりする場合など、実効性に欠く場面が多々あるのが現状である。
他、駐車違反で検挙されても、交通違反者として反則金を納付するのではなく、自動車の所有者として反則金と同額の放置違反金を納付することで、運転免許証及びマイナ免許証の行政処分や違反点数の加点を免れるケースが相次いでおり、新たな「逃げ得」を許すものとして問題となっている。これは、先述のように反則金と放置違反金のどちらか一方を納付すれば取り締まりの対象となった駐車違反に対する責任追及の手続きが終了するため、運転者と車両登録上の使用者が同一の場合はどちらを納付するか選択する余地が生じるためである。実際、違反者が交通違反者として警察に出頭する割合が放置違反金制度の導入までは7割であったのに対し、導入後は2割まで大きく低下していることから、大半の違反者が反則金の納付ではなく放置違反金の納付を選択しているとされる。
また、レンタカーの場合、所有者はレンタカー会社となるため、借り主が交通違反として出頭しない場合には放置違反金の請求がレンタカー会社に対して行われることとなる。この点を不服としたレンタカー会社が取消訴訟を起こしたものの、2021年に岡山地裁は放置違反金の請求を認める判決を出している。レンタカー会社では、業界団体の全国レンタカー協会で情報管理を行い、反則金が未払いとなっている場合には貸し出しを拒否するなどの自衛策も講じている。

### 放置違反金と交通反則金の法的性格の相違
交通反則通告制度による交通反則金は、任意に納付すればその後の刑事手続がされないという性格のため、行政不服審査法による審査請求や行政訴訟の対象にならない。これに対し放置違反金は、納付を義務付ける行政処分であり、従って審査請求や行政訴訟が可能である反面、争わない場合強制的に徴収されるという法的な性格が相違している。
運転手不明として取締りを受けた場合も、違反者として出頭することで放置違反金（使用者に対する行政処分）ではなく、通常の交通違反（違反者の刑事責任）として処理することもできる。この場合、交通反則通告制度の反則金は放置違反金と同額であるが、交通違反として扱われるため、運転免許証及びマイナ免許証の違反点数が加点される。